# Saint-Pierre-de-Bressieux
Saint-Pierre-de-Bressieux és un municipi francès situat al departament de la Isèra i a la regió d'Alvèrnia-Roine-Alps. L'any 2007 tenia 681 habitants.

## Demografia

### Població
El 2007 la població de fet de Saint-Pierre-de-Bressieux era de 681 persones. Hi havia 286 famílies de les quals 72 eren unipersonals (40 homes vivint sols i 32 dones vivint soles), 115 parelles sense fills, 87 parelles amb fills i 12 famílies monoparentals amb fills.
La població ha evolucionat segons el següent gràfic:
Habitants censats

### Habitatges
El 2007 hi havia 339 habitatges, 292 eren l'habitatge principal de la família, 26 eren segones residències i 21 estaven desocupats. 327 eren cases i 12 eren apartaments. Dels 292 habitatges principals, 255 estaven ocupats pels seus propietaris, 32 estaven llogats i ocupats pels llogaters i 6 estaven cedits a títol gratuït; 8 tenien dues cambres, 33 en tenien tres, 76 en tenien quatre i 175 en tenien cinc o més. 246 habitatges disposaven pel capbaix d'una plaça de pàrquing. A 99 habitatges hi havia un automòbil i a 177 n'hi havia dos o més.

### Piràmide de població
La piràmide de població per edats i sexe el 2009 era:
| Homes | Edats   | Dones |
| ----- | ------- | ----- |
| 0     | 95 o +  | 0     |
| 0     | 90 a 94 | 4     |
| 8     | 85 a 89 | 4     |
| 0     | 80 a 84 | 0     |
| 4     | 75 a 79 | 8     |
| 12    | 70 a 74 | 16    |
| 28    | 65 a 69 | 8     |
| 8     | 60 a 64 | 40    |
| 44    | 55 a 59 | 20    |
| 24    | 50 a 54 | 16    |
| 24    | 45 a 49 | 24    |
| 32    | 40 a 44 | 12    |
| 28    | 35 a 39 | 32    |
| 32    | 30 a 34 | 8     |
| 12    | 25 a 29 | 20    |
| 16    | 20 a 24 | 0     |
| 12    | 15 a 19 | 20    |
| 16    | 10 a 14 | 8     |
| 20    | 5 a 9   | 16    |
| 20    | 0 a 4   | 8     |

## Economia
El 2007 la població en edat de treballar era de 409 persones, 295 eren actives i 114 eren inactives. De les 295 persones actives 286 estaven ocupades (162 homes i 124 dones) i 9 estaven aturades (2 homes i 7 dones). De les 114 persones inactives 56 estaven jubilades, 24 estaven estudiant i 34 estaven classificades com a «altres inactius».

### Ingressos
El 2009 a Saint-Pierre-de-Bressieux hi havia 305 unitats fiscals que integraven 726 persones, la mediana anual d'ingressos fiscals per persona era de 19.675 €.

### Activitats econòmiques
Dels 28 establiments que hi havia el 2007, 1 era d'una empresa de fabricació de material elèctric, 5 d'empreses de fabricació d'altres productes industrials, 4 d'empreses de construcció, 1 d'una empresa de comerç i reparació d'automòbils, 7 d'empreses de transport, 1 d'una empresa d'hostatgeria i restauració, 5 d'empreses de serveis, 1 d'una entitat de l'administració pública i 3 d'empreses classificades com a «altres activitats de serveis».
Dels 5 establiments de servei als particulars que hi havia el 2009, 2 eren tallers de reparació d'automòbils i de material agrícola, 1 fusteria i 2 lampisteries.
L'any 2000 a Saint-Pierre-de-Bressieux hi havia 34 explotacions agrícoles que ocupaven un total de 552 hectàrees.

## Equipaments sanitaris i escolars
L'únic equipament sanitari que hi havia el 2009 era una ambulància.
El 2009 hi havia una escola elemental.

## Poblacions més properes
El següent diagrama mostra les poblacions més properes.